# Zmarzły Staw pod Wysoką
Zmarzły Staw pod Wysoką, nazywany także Zmarzłym Stawem w Dolinie Ciężkiej lub po prostu Zmarzłym Stawem (niem. Verborgener Eissee, słow. Zmrzlé pleso, węg. Poduplaszki-Jeges-tó) – tatrzański staw położony w słowackiej części Tatr Wysokich. Znajduje się w Zmarzłym Kotle w  górnej części Doliny Ciężkiej (Ťažká dolina), na wysokości 1762 m.
Staw był mierzony w 1929 r. przez Wiktora Ormickiego. Otrzymał on następujące wyniki: powierzchnia 3,542 ha, rozmiary 296 × 206 m i głębokość 16 m. W tym samym okresie badał jezioro Franz Stummer, rezultaty jego prac to: powierzchnia 1,843 ha, wymiary 258 × 138 m, głębokość 13,8 m. Według pomiarów pracowników TANAP-u z lat 1961-67 jego powierzchnia to 2,19 ha (w innej wersji przeliczeń tych samych pomiarów 2,2015 ha), rozmiary 285 × 172 m, a maksymalna głębokość dochodzi do 9,9 m (lub 12,5 m). Tak duże różnice wynikały zapewne z bardzo dużych różnic wodostanów.
Zmarzły Staw jest typowym jeziorem cyrkowym. Od strony południowo-wschodniej zamknięty jest ryglem skalnym, od południowego zachodu niestabilne pole piargów spod przełęczy Waga, Wysokiej i Ciężkiego Szczytu utworzyło charakterystyczną wysepkę (wczesnym latem jest to zazwyczaj śnieżno-lodowy półwysep). Od północnej i zachodniej strony wprost do stawu opadają pionowe, zbudowane z litych skał i wygładzone przez lodowce ściany otaczających go potężnych szczytów. Są to Zmarzłe Spady i Spady pod Rysami. Od stawu odpływa Ciężki Potok (Ťažký potok), na progu Zmarzłego Kotła tworzący Zmarzłą Siklawę.
Staw otaczają takie szczyty jak: Kacza Turnia, Ganek, Wysoka, Rysy, Niżnie Rysy, Ciężka Turnia.

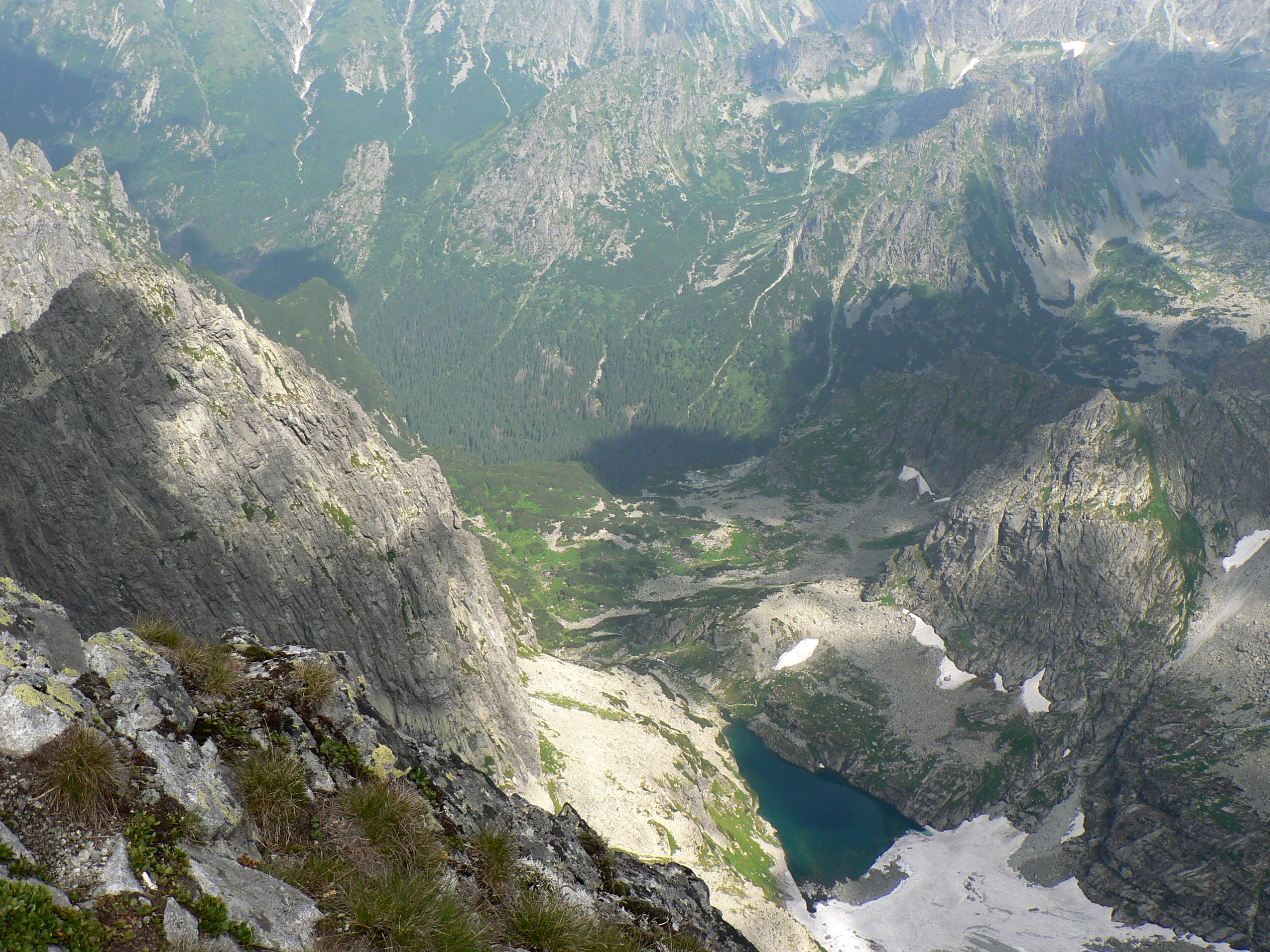
Zmarzły Staw pod Wysoką, widok ze szlaku na Rysy
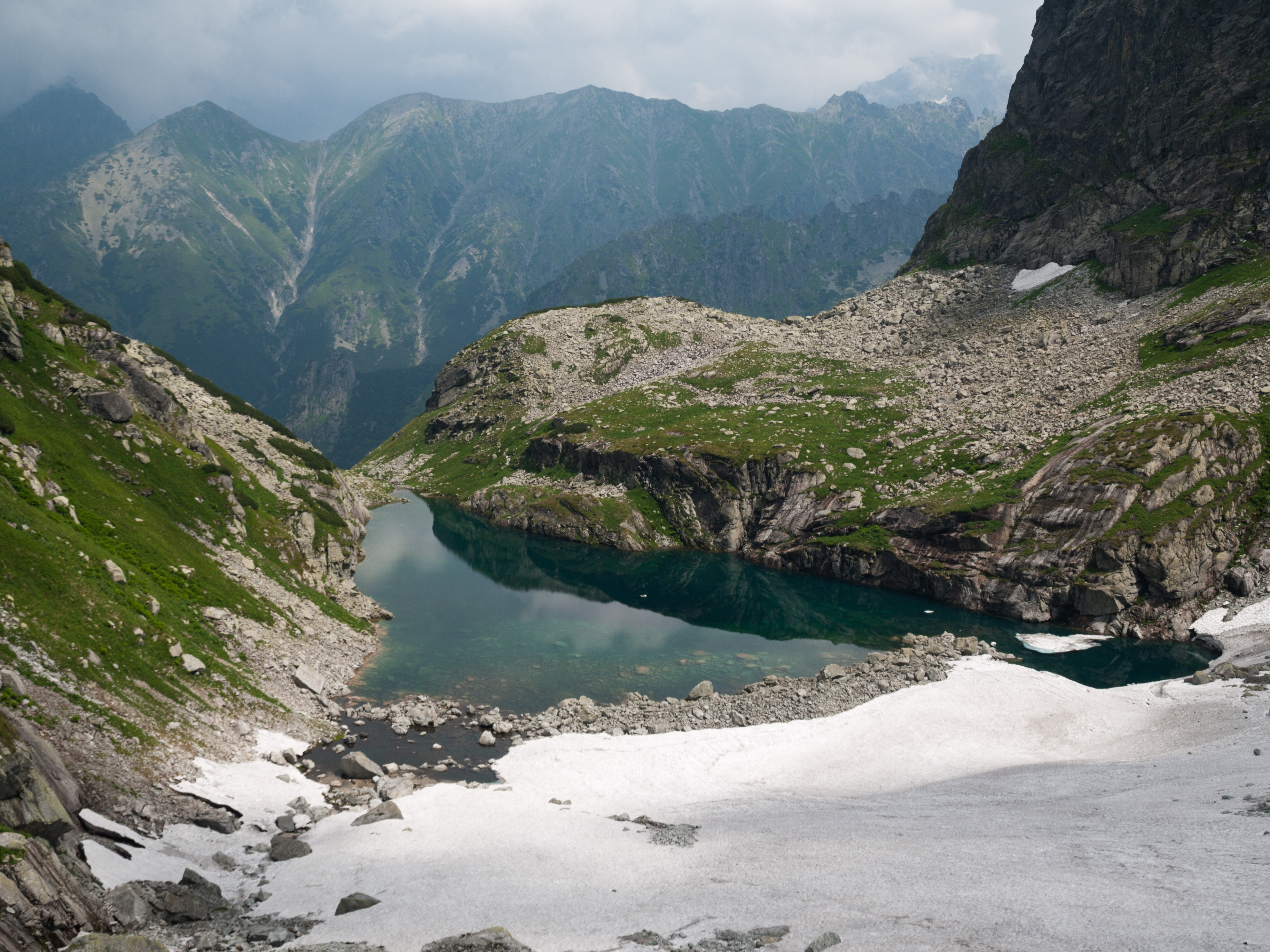
Zmarzły Staw w lipcu z częściową pokrywą lodową, w tle Jaworowe Wierchy